# Türkök

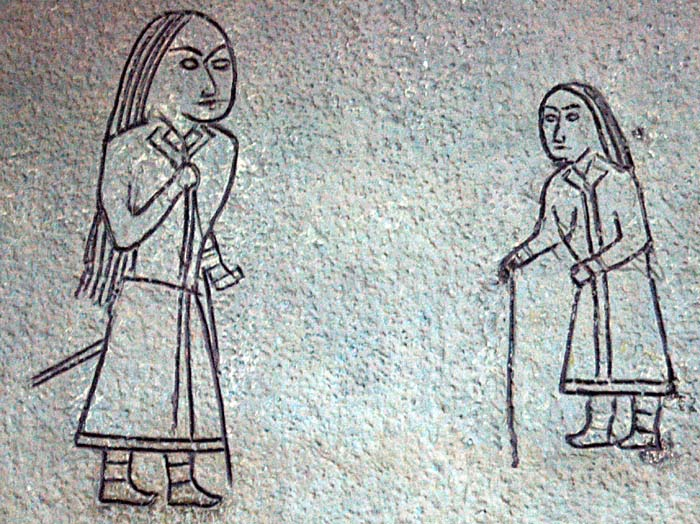
Kök türkök 6-8. századi ábrázolása Mongóliából

A türkök kifejezés alatt értjük egyrészt a Türk Birodalom alapító nemzetségét, másrészt az ezen birodalom uralma alatt egyesített, török nyelveket beszélő népeket.
Tágabb értelemben a türk népek (török népek), illetve türk nyelvek (török nyelvek) elnevezést az egykori Türk Birodalom uralkodó népével és nyelvével rokon valamennyi későbbi nép és nyelv összefoglaló neveként használják. A mai Törökország területén élő törökök éppúgy türk névvel jelölik önmagukat, mint az egykori Türk Birodalom népét vagy más türk (török) nyelvű népeket. Tehát nyelvileg nem tesznek különbséget a „türk nép” (az egykori Türk Birodalom népe), a „török nép” (törökországi török nép) és a „török népek” (török nyelvű népek) között.

## A „türk” szó magyarázata
A türk szó először a türkök birodalmával szomszédos népek (kínaiak, szogdok, hotani szakák, tibetiek) nyelvében jelent meg. A Türk Birodalom diplomáciai és hivatalos nyelve kezdetben (a 6. században) a szogdok nyelve volt, a selyemút kereskedelmét akkoriban ellenőrző városi kereskedőké.

### A szakattrukäés a tibetidrugunévalakok
A birodalom alapításának idején a kelet-turkesztáni (ma Hszincsiang-Ujgur Autonóm Terület) Hotan oázisvárost többek között a szakaurak leszármazottai lakták, kik anyanyelvüket, kisebbségben, iránira cserélték. Az ő nyelvükben ttrukä alakban jelenik meg a türkök neve. Róna-Tas András szerint e tény egyértelműen a szó hotani szakából törökbe való vándorlását jelzi. A törökben ugyanis megjelenhet utólag, a könnyebb kiejtés kedvéért, egy magánhangzó a t és az r között, a szogdok és a hotani szakák nyelvében azonban e magánhangzó nem tűnhet el.
A tibetiek eleinte dru-gu alakban írták át a türkök nevét, később azonban megjelent náluk a dur-gys átírás is, melyet alkalmazhattak volna korábban is, nyelvük tudniillik megengedi ezt.

### A szakatturakäés az óperzsatigranévalakok
A Szuj-dinasztia évkönyve a 636. évben azt írja, hogy a türkök az Altaj hegységből származnak, s mivel az úgy néz ki, mint egy sisak, ezért nevezi magát a szóban forgó nép türknek. Csakhogy „türkhöz” hasonló alakú szót a törökben eddig még nem találtak sisakra vagy hasonló fogalomra. A hotani szakák nyelvében viszont a fejfedő neve tturakä.[forrás?] A szakák egyik csoportjának óperzsa megnevezésében (sakā tigraxauda) megtalálható ennek tigra alakja is. A ttrukä kifejezéshez nagyon hasonló szó létezik a köztörökben – türk (erős, erőteljes, virágzó) –, ezért a szómágia is segített, hogy ez legyen a vezető csoport neve a török nyelvű környezetben.

### A szaka uralkodóház és akök türkelnevezés kapcsolata
Nyelvészek szerint sem a Türk Birodalom uralkodócsaládjának, az Asina nemzetségnek, sem az első kagánok uralkodói neve nem türk eredetű. Az Asina név – állítják – a hotani szakák nyelvének ásseina szavából ered. E szó jelentése kék. A türk uralkodócsalád magát kök türk vagy gök türk néven emlegette. A kök török nyelvekben – a magyarban hasonlóképpen – kéket jelent, a régi törökben pedig – nyilvánvaló társítás – égit, szentet is. A türk uralkodócsalád vallási központja, illetve Bumin kagán székhelye a Hangáj-hegység Ötüken nevű szent hegye volt; talán ehhez, illetve ehhez is kapcsolható a kök türk kifejezés mint szent sipka.
A Türk Birodalom uralkodóháza – Bumin kagán és Istemi jabgu családja, az Asina nemzetség – a fentiekből következtetve szaka eredetű lehetett. Valamilyen módon vezető szerephez jutottak, eltörökösödtek, és hosszú ideig ők adtak uralkodót különböző pusztai népeknek. A türkök mellett a kazároknak, az onogur-bolgároknak, és talán a magyaroknak is, Levedi személyében. Utóbbi állítást bizonyítani egyelőre nem tudjuk.

### A török megfeleltetések
A tur-tür etimon a török nyelvekben rendkívül fontos jelentéseket hordoz, s ez gyengíti a türk név idegen eredetének elméletét. A csuvas nyelvben például fennmaradt a Tură istennév; a védőszellemként megjelenő madár neve turul; stb. Szergej Anatoljevics Sztarosztyin feltételezése szerint törvény jelentésű szavunk eredeti, proto-török alakja *tör volt, s ez a türkök nyelvében, az r–z hangváltozásnak megfelelően, töz alakú lett (az ogur alakot a csuvas türe őrzi). Sztarosztyin szerint a feltételezett *turum is proto-török szó, termékenység értelmű, s hozzá még a vallási jelentőségű tarχan cím említendő. A turul–toγrul hangfejlődés alapján az ótörök tıγra (szövetség, társaság, erő) szó is e családba tartozhat.

### A türk név átiratai
A türk név – jelentése erősen vitatott – kínai forrásokban tucsüe (突厥), szogd hallás szerint twrk, középperzsában turk, arabban trk, szíriaiban turkaye, görögben τουρκοι, szanszkritban turuska, tibetiben drug, drugu, hotani szakában tturka, tturki alakban jelenik meg. A türkök uralkodó nemzetségének neve kínai hallás szerint lejegyezve Asina (阿史那).

## Elméletek a magyarok türk eredetéről
Györffy György 1983-ban elfogadta a magyarok türk eredetét az életmód, a politikai berendezkedés és méltóságnevek (lásd Géza nevének eredeztetését), és a kultúra tekintetében is. Sőt, a Turul madarat mint totemőst a türk nemzetségfők ogonjaira vezeti vissza, melyek mindegyike egy-egy ragadozó madár.
Róna-Tas András 1997-es feltételezése szerint a türk uralkodóház (az Asina nemzetség) leszármazottaiból került ki a kazárok, az onogur-bolgárok és a magyarok (Levedi vajda) uralkodója vagy első embere is.
A 2010-es Hölbling-elmélet megerősíti a forrásoknak a magyarokra alkalmazott türk megnevezését, mivel a honfoglalókat (1) egy hódító türk komponensre és (2) egy visszatérő onogur-bolgár komponensre tagolja. A hódító türk komponenst az Urál keleti majd nyugati oldaláról (Belaja-folyó) származtatja, és a korábbi türk szövetségi rendszer kiszakadó tagjának tartja a velük rokon besenyőkkel együtt.